# Estrada da Maioridade

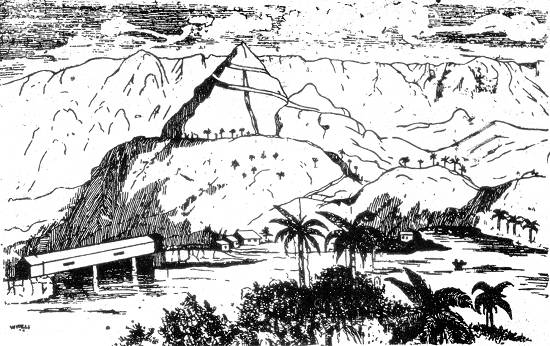
Estradas entre Santos e São Paulo, incluindo a Calçada do Lorena e a Estrada da Maioridade.

A chamada Estrada da Maioridade constituiu-se numa variante do chamado Caminho do Mar, que unia a baixada Santista ao planalto, no atual estado de São Paulo, no Brasil.
Com o passar dos anos, a Calçada do Lorena, antigo caminho para o mar, conheceu sensível aumento no trânsito, exigindo melhoramentos, inclusive em seu traçado. O engenheiro Daniel Pedro Muller solicitou a ajuda do major engenheiro João Bloem, que trouxe 200 pessoas da Alemanha para ajudar na construção, inclusive Carlos Abraão Bresser. Esses trabalhos foram concluídos em 1841, tendo o novo traçado recebido o nome de Estrada da Maioridade, em homenagem à maioridade antecipada do Imperador Dom Pedro II (1840-1889).